# Ingi Højsted
Ingi Højsted (* 12. November 1985 in Tórshavn) ist ein ehemaliger färöischer Fußballspieler, der für die Nationalmannschaft spielte und aufgrund mehrerer schwerer Verletzungen seine Karriere frühzeitig beenden musste.

## Vereine
Højsted begann in der Jugend bei B36 Tórshavn. Nach guten Leistungen in der Jugendmannschaft von B36 wechselte er 2001 zum FC Arsenal. Der Mittelfeldspieler durfte dort ebenfalls nur in der Jugendmannschaft auflaufen, diese Zeit war vor allem von Verletzungen geprägt. 2005 kehrte er in seine Heimat zu B36 Tórshavn zurück. Sein Debüt für die A-Mannschaft gab er in der zweiten Runde des Pokals beim 4:1-Auswärtssieg gegen Skála ÍF, das Spiel wurde jedoch nachträglich als verloren gewertet. In der ersten Liga absolvierte er als Stammspieler fast sämtliche Spiele, sein Debüt feierte er am ersten Spieltag im Heimspiel gegen NSÍ Runavík, welches 0:1 verloren wurde. Sein erstes Ligator erzielte er am 17. Spieltag im Heimspiel gegen GÍ Gøta. Er traf beim 3:1-Sieg zum 2:0. Direkt in seiner ersten Saison konnte er unter anderem an der Seite von Fróði Benjaminsen, Jákup Mikkelsen, Allan Mørkøre, Mikkjal K. Thomassen und Pól Thorsteinsson den Meistertitel feiern.
Ende 2005 unterschrieb Højsted einen Vertrag bei Birmingham City, damit war er der erste färöische Spieler, der im Kader eines Premier-League-Vereins stand. Dort konnte er sich jedoch nicht durchsetzen und spielte in vier Monaten lediglich eine Halbzeit für die Reserve beim 4:0-Sieg gegen Manchester United. Nachdem einige Clubs Interesse bekundeten, darunter auch Ipswich Town, für die er ein Probetraining absolvierte, entschied er sich im April 2006 für eine Rückkehr zu B36 Tórshavn. Bereits in seinem zweiten Spiel zog er sich eine Knieverletzung zu und musste mehr als ein Jahr pausieren. 2008 verletzte er sich im Pokal erneut am Knie und fiel für mehrere Monate aus. Nachdem er 2009 gar nicht gespielt hatte, kehrte er im Jahr darauf wieder zum Fußball zurück und absolvierte erneut einige Spiele für die erste und zweite Mannschaft von B36 Tórshavn. 2011 kam er im Großteil der Spiele von B36 zum Einsatz und gewann gemeinsam mit Jákup á Borg, Atli Danielsen und Súni Olsen die Meisterschaft. Ein Jahr darauf kam er lediglich im Spiel um den Supercup gegen EB/Streymur, welches mit 1:2 verloren wurde zum Einsatz und musste dabei nach 20 Minuten das Feld verlassen. Wie sich später herausstellte, war das Kreuzband gerissen und aufgrund der dritten Knieverletzung ein Karriereende in Aussicht gestellt worden. Das Spiel um den Supercup blieb sein letzter Einsatz.

### Europapokal
Sieben Mal spielte Højsted im UEFA-Pokal. Sein Debüt gab er 2005/06 für B36 Tórshavn im Hinspiel der ersten Qualifikationsrunde gegen ÍBV Vestmannaeyjar, welches auswärts 1:1 endete. Durch den 2:1-Rückspielerfolg konnte die nächste Runde erreicht werden, in der B36 gegen FC Midtjylland knapp mit 1:2 und 2:2 das Nachsehen hatte. Bei der Hinspielniederlage erzielte Højsted mit dem Anschlusstor zum 1:2 seinen ersten von zwei Europapokaltreffern. Den letzten Auftritt im UEFA-Pokal hatte er 2008/09 im Rückspiel der ersten Qualifikationsrunde gegen Brøndby IF, welches 0:2 verloren wurde und nach der 0:1-Hinspielniederlage das Ausscheiden bedeutete.

## Nationalmannschaft
Højsted spielte insgesamt sechs Mal im färöischen Nationalteam. Sein Debüt gab er am 29. April 2003 im Freundschaftsspiel gegen Kasachstan in Tórshavn, als er zur Halbzeit beim Stand von 0:1 für Jákup á Borg eingewechselt wurde. Das Spiel wurde mit 2:1 gewonnen. Mit einem Alter von 17 Jahren und 5 Monaten ist er damit der jüngste Spieler, der je für die färöische Nationalmannschaft eingesetzt wurde. Sein letztes Spiel absolvierte er am 15. Oktober 2008 im WM-Qualifikationsspiel gegen Litauen, welches in Kaunas mit 0:1 verloren wurde. Højsted kam in den letzten zehn Minuten für Símun Eiler Samuelsen zum Einsatz.

## Erfolge
- 2× Färöischer Meister: 2005, 2011